# Исмаилзаде, Гудрат Сейфулла оглы
Гудрат Сейфулла оглы Исмаилзаде (Исмаилов, азерб. Qüdrət Seyfulla oğlu İsmayılzadə; 24 октября 1934, Баку, Азербайджанская ССР — 1 апреля 2024, Баку, Азербайджан) — азербайджанский и советский археолог, доктор исторических наук, профессор кафедры «археологии и этнографии» Бакинского государственного университета, кавалер ордена «Слава» (2019).

## Биография
Родился 24 октября 1934 года в городе Баку.
В 1957 году окончил исторический факультет Азербайджанского государственного университета.
В 1960 году им на учёном совете Тбилисского государственного университета была защищена кандидатская диссертация на тему «Из истории древней культуры Западного Азербайджана». Научным руководителем был академик АН Грузинской ССР, доктор исторических наук, профессор О. М. Джапаридзе.
В 1983 году в Тбилиси защитил докторскую диссертацию на тему «Раннебронзовая культура Азербайджана».
Скончался 1 апреля 2024 года в возрасте 89 лет.

## Научная деятельность
В 1957—1958 годах работал учителем истории и русского языка в Ярдымлинском районе Азербайджана. В конце 1958 года был приглашён на работу в отдел археологии Института истории АН Азербайджанской ССР. В 1960—1963 годах учился в аспирантуре АН Азербайджанской ССР. Участвовал в работе ряда археологических экспедиций, в том числе совместной экспедиции АН СССР и АН Азербайджанской ССР под руководством известного учёного-археолога А. А. Иессена.
С 1964 по 1988 года возглавлял экспедицию по изучению памятников раннеземледельческой культуры на территории Карабаха, в том числе на юго-восточных склонах Малого Кавказа. 1969—1990 годах в ФРГ читал лекции по древней материальной культуре Азербайджана. Участвовал также в международных раскопках, проводимых на территории Трои, Богазкей, Алтынтепе и в других раскопках.
Является автором более 150 научных публикаций и редактором большого числа научных монографий. С 1971 по 2004 года в Бакинском государственном университете читал лекции по древним цивилизациям Востока, Греции и Рима.
С 2004 года возглавлял кафедру археологии и этнографии и читал лекции по общему курсу археологии, археологии Азербайджана и археологии Америки. В последние годы работал профессором-консультантом кафедры.
Являлся членом международной ассоциации археологов, членом Учёного совета по изучению культурного наследия Востока при президенте Туркменистана и председателем Азербайджанского бюро Российского Археологического Общества, входил в международный редакционный совет журнала «Мирас» (Ашгабат), являлся главным редактором журнала «Археология Азербайджана».

### Область исследования
Исследовал культурное наследие эпохи бронзы в Азербайджане, расположения её духовных ценностей. Участвовал в археологических раскопках в Нахичевани Азербайджанской Республики, где исследовались поселения Кюльтепе, Гаракепек-Тепе, Хараба Гилан, были выявленны культурные слои памятников эпохи бронзы, так же материальная культура, формирование сельского хозяйства ранне-бронзового периода.
Являлся почётным доктором Бакинского государственного университета и главным редактором научного журнала Археология Азербайджана при Университете Хазар.

## Участие в международных конференциях, симпозиумах, семинарах
- Неоднократно принимал участие в работе многочисленных международных конференций, симпозиумов и семинаров, проводимых в Москве, Санкт-Петербурге, Тбилиси, Ереване, Ташкенте, Ашхабаде, Бишкеке, Алма-Аты и Астана, Турции, Тегеране, Тебризе, Берлине, Саарбрукене и других городах.
- Международный Семинар по Археологии Габалы. Первый исследователь древней Габалы азербайджанский археолог Давуд бек Шарифов и его вклад в науку азербайджанской археологии, 2017. октября 20-23
- 2019, 07-10 ноября Международный научный семинар IFESCO и ANAS «РЕГИОНАЛЬНАЯ КУЛЬТУРА: МИФ, ОФИЦИАЛЬНЫЙ И МИРОВОЙ»

## Избранные труды
- Наскальные изображения Кельбаджарского высокогорья в Азербайджане. Баку, 2004
- Гаракепектепе — сокровищница истории. Журнал «Ирс», Баку-Москва, 2006, № 6(24), 1 п.л.
- Об одном атрибуте Кура-Араксской культуры. Археология, этнография и фольклористика Кавказа. Тбилиси, 2004, 0,25 п.л.
- К вопросу о характерных особенностей петроглифов Азербайджана. Сб.: Мир наскального искусства, Москва, 2005, 0,5 п.л.
- Куро-араксская культурная общность и её место в истории материальной культуры Кавказа. Археология, этнография и фольклористика Кавказа. Баку, 2005, 1 п.л.
- Мингячевирский редкий археологический комплекс. Mingəçevir arxeoloji ekspedisiyası — 60. Bakı, 2006, 0,5 ç.v.
- Прогрессивный этап в культурно-историческом развитии ранних земледельческий обществ на территории Азербайджана. Аз. Археолоэийасы вя Етнографийасы. Бакы, 2007, № 1
- Застреленный археолог- Давуд Шарифов, информации об археологе Xalq qəzeti dekabr 2014.
- Жизнь, посвященная археологии Azərbaycan Arxeologiyası, N2, 2015, s.71-78
- Археология инноваций — статья в 70-х годах прошлого века раскрыли Физулинского района и узнал об поселении «Едитепе» в некрополь. «Едитепе» древний памятник захоронения был впервые выявлены закономерности богатой материальной культуры Средневековья. Azərbaycan Arxeologiyası, N2,2016, s.71-78
- Археологические раскопки в Долине Расул. Azərbaycanda arxeoloji tədqiqatlar 2013—2014) Bakı, 2016, s.183-188
- Первый исследователь древней Габалы Давуд бей Шарифов и его роль в развитии археологии Азербайджана / археологии Габалы. Международный научный семинар B.2017, стр. 127 (ing) В докладе описывается деятельность Д. Шарифова в археологическом исследовании города Габала.
- Изучение истории наскального искусства на территории Азербайджана. в соавторстве с Нигарханим Гасымовой. История и проблемы, 2019, N4, с. 238—243.

### Монографии
- Археологическое исследование древнего поселения Баба Дервиш. Баку, 1977, 8 п.л.
- Памятники, воспоминания и раздумья. Баку, 1981, 6 п.л.
- Следы древнейшей культуры в междуречье Гуручай и Кенделенчай. Баку, 1981, 5 п.л.
- Археологические памятники Азербайджана. Баку, 1981, 5 п.л.
- Азербайджан в системе раннебронзовой культурной общности Кавказа. Баку, 2008, 19 п.л.
- Уникальные открытия памятников, 2014, 1 (16), статья посвящена некрополе сасанидского периода, описывается основные черты характера памятников.
- Почётная дорога жизни, Халг Газети 18 сентябрь, 2014 года статья посвящена 90-летию юбилея известного археолога Гюллю Абилова
- Из Дневника Археолога, 2009 г, Баку, Хазар Университет
- Археология и Этнография Азербайджана актуальные проблемы посвященна 80-летию Гудрата Исмаилзаде. 2014 год, БГУ.
- Гудрат Исмаилзаде — Библиографический сборник научных работ. 2019, Баку
- Древний Азербайджан в Меридианах Культурно-исторического Развития Евразии (сборник научный статей). Баку, 2020

## Награды
- Орден «Слава» (2019)[7]
- Медаль «100-летие Бакинского Государственного Университета» (2019)[8]